# 初恋指南
『初恋指南』（はつこいしなん）はやぶうち優による日本の少女漫画作品。
『ChuChu』（小学館）2008年5月号から2010年2月号まで連載された。少女漫画家を目指す熱意あふれる女の子の漫画家への道のりと恋愛の過程を描いた内容。雑誌連載時のみ「その恋、応援します」という副題が付与された。全21話。

## あらすじ
本田南央は、漫画家を目指す高校生。中学時代、親に“漫画家になりたい”と自分の意思を伝えたが反対された。だが諦めきれずに投稿しつづけた結果デビューが決まり、親に許しを得た。

## 登場人物
本田 南央（ほんだ なお）
主人公。快活で前向き、喜怒哀楽が激しい女子高生。漫画家を志して投稿を続けた末、少女漫画雑誌『chacha』にてデビューを果たす。ペンネームは「なぽりん」。
一度読んだ漫画の内容は忘れない特技を活かし、クラスメートの恋愛指南役になっている。中学時代に起きたとある出来事から恋愛を忌避していたが、漫画の執筆を支援してくれる神木賢人（後述）に惹かれていく。友人たちには漫画家であることを伏せている。
神木 賢人（かみき けんと）
南央の同級生の男子。冷静な性格で、学校では生徒会長を務めており、女子生徒からの人気も高い。小学校時代に起こしたとある惨事に起因して、従妹でもある漫画家・神木美柚（後述）のアシスタントを務めている。南央に好意を寄せ、彼女の漫画執筆を様々な面で支援する。
神木 美柚（かみき みゆず）
神木賢人の従姉。『chacha』にてデビューした新人少女漫画家で、ペンネームは「海瀬みゅーず」。
少女漫画家を志した動機は、賢人がかつて惹き起こした惨事から脱する為の大金を手に入れるため。賢人には、その惨事に事寄せてアシスタントを務めさせている。南央とはチャットを通じての知り合いだが、少女漫画家として成長していく彼女に対し、徐々に嫉妬心を抱き始める。
新見 瑛士（にいみ えいじ）
『chacha』の編集長の息子。高校2年の2学期に南央たちの学校へ編入してきた。文化祭で同じ委員になった事がきっかけで、南央に好意を寄せるようになる。
あららぎ るみな
『chacha』で活躍する大ベテランの少女漫画家。太目の体格のおばさん。
南央によくアシスタントを依頼する。
瀬戸 れとら（せと れとら）
『chacha』で活躍する少女漫画家。女性。個性的な作品を好んで執筆していたが、ある理由から引退。故郷の兵庫県に帰ってしまう。本名は寺尾（てらお ※名前は不明）。
柳葉（やなぎば ※名前は不明）
『chacha』の編集者で南央の担当。女性。南央の若さと熱心さに惚れ込み、様々な技術や知識を教示する。根っからの漫画好き。
新見 純一郎（にいみ じゅんいちろう）
『chacha』の編集長で瑛士の父。
彩夢（あやめ ※苗字は不明）
南央の友人の女子。恋愛を忌避する南央のことを心配している。惚れっぽい性格。
玉敷 菊花（たましき きつか）
南央の友人。メガネっ娘。オタクの女の子で漫画研究会部長。『chacha』の愛読者で、あららぎるみなのファン。
ことぶき きらら
高校1年生の新人少女漫画家。南央が締め切り間近になっても原稿を仕上げられずにいたところに現れた。ロリータ・ファッションを着こなす15歳の女の子で、南央に1年遅れて『chacha』にてデビューした。

## 書誌情報
- やぶうち優 『初恋指南』 小学館〈ちゅちゅコミックス〉、全4巻[1]
  1. 2008年11月28日発売、ISBN 978-4-09-132105-3
  2. 2009年4月28日発売、ISBN 978-4-09-132445-0
  3. 2009年10月1日発売、ISBN 978-4-09-132700-0
  4. 2010年4月1日発売、ISBN 978-4-09-133137-3
- やぶうち優 『新装版 初恋指南』 小学館〈ちゃおコミックス〉、全4巻[1]
  1. 2012年8月31日発売、ISBN 978-4-09-134667-4
  2. 2012年10月1日発売、ISBN 978-4-09-134668-1
  3. 2012年11月1日発売、ISBN 978-4-09-134669-8
  4. 2012年11月30日発売、ISBN 978-4-09-134670-4

デジタルカタパルトのソク読みサイトにて、『新装版 初恋指南』が電子書籍化され販売されている。